# 萬里得山
萬里得山，位於臺灣屏東縣滿州鄉長樂村與響林村交界處的一座山峰，峰頂海拔518公尺，立有聯勤一等三角點內補045號、三等三角點909號，展望良好，建有直昇機停機坪及微波發射鐵塔，為墾丁國家公園內的最高峰。該山峰地處港口溪與卑南溪的分水嶺上，西北方隔港口溪與四林格山相望，因過去鄰近阿美族萬里得社而得名，2003年入選臺灣小百岳，2017年因位於南仁山生態保護區的西界而被除名，由南方的大山母山取代。